# Tadeusz Rykowski (wiceminister)
Tadeusz Rykowski, pseudonim „Rojko” (ur. 22 lipca 1907 w Skarżysku-Kamiennej, zm. 14 grudnia 1969 w Londynie) – polski działacz partyjny i państwowy, leśnik, partyzant podczas II wojny światowej, podsekretarz stanu w resortach związanych z leśnictwem (1950–1957).

## Życiorys

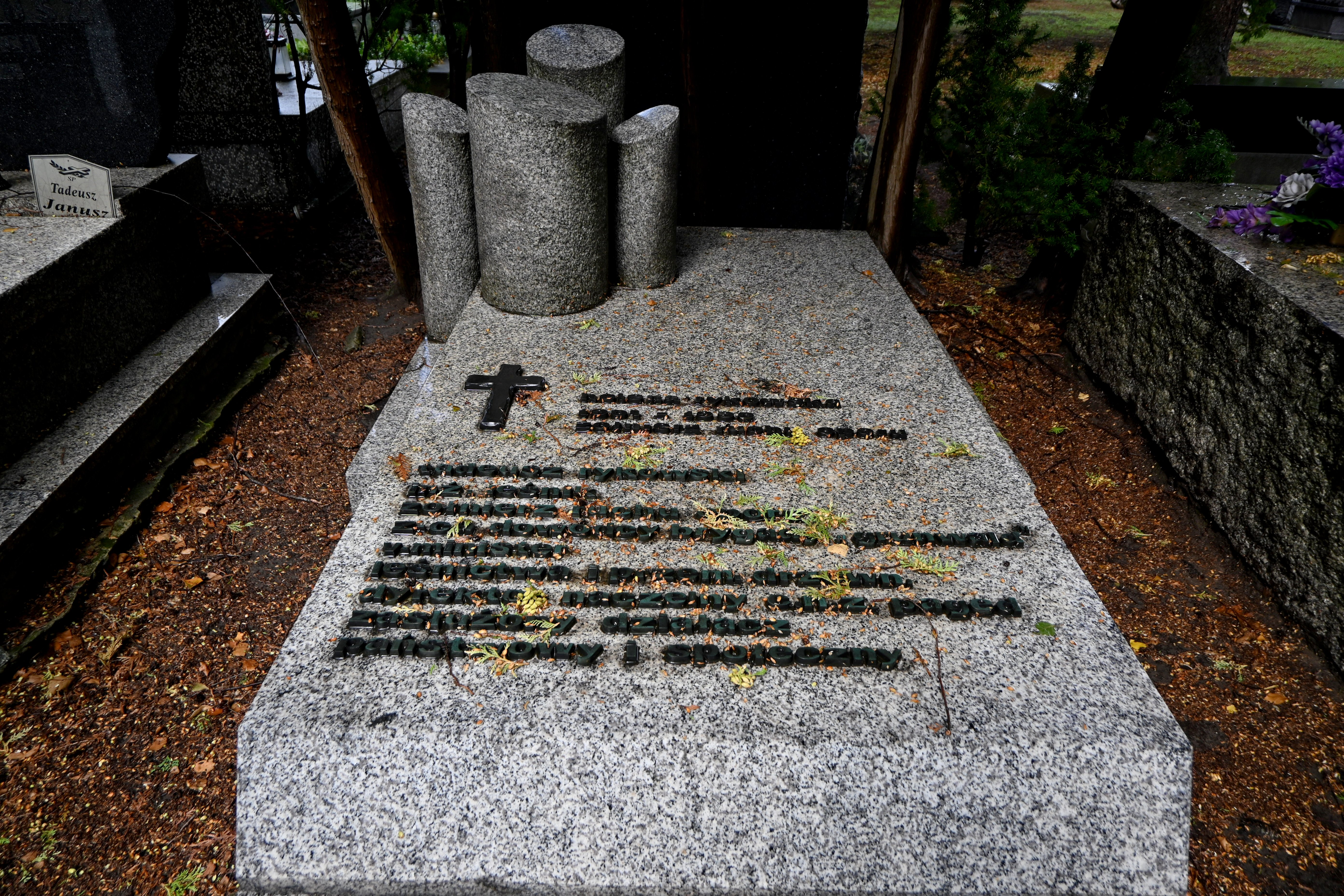
Grób Tadeusza Rykowskiego na Cmentarzu Wojskowym na Powązkach w Warszawie

Syn tokarza i aktywisty Polskiej Partii Socjalistycznej, zesłanego na katorgę i tam zmarłego. Absolwent leśnictwa w Szkole Głównej Gospodarstwa Wiejskiego, pracował w wyuczonym zawodzie. W okresie II wojny światowej podjął współpracę z polską i radziecką partyzantką na Wołyniu, brał udział w samoobronie ludności polskiej przed atakami Ukraińskiej Powstańczej Armii. W marcu 1944 wstąpił do Brygady „Grunwald” (podlegającej od maja 1944 pod Polski Sztab Partyzancki). Przyjął pseudonim „Rojko”, został w niej zastępcą dowódcy i oficerem ds. operacyjnych w randze porucznika. Na przełomie czerwca i lipca 1944 desantowany na Kielecczyznę, dowodził desantem zwiadowczym przed zrzutem zorganizowanym 23 czerwca 1944. Pozostał na tym obszarze do czasu dotarcia wojsk radzieckich po przełamaniu Wisły, uczestnicząc w akcjach dywersyjnych.
W lutym 1945 oddelegowany do Dyrekcji Lasów Państwowych w Toruniu, został następnie nadleśniczym nadleśnictwa Bartodzieje z siedzibą w Bydgoszczy oraz dyrektorem Biura Kontroli i Inspekcji DLP w Toruniu. Z ramienia Polskiej Zjednoczonej Partii Robotniczej od stycznia 1950 do lipca 1956 podsekretarz stanu w Ministerstwie Leśnictwa, przekształconego następnie w Ministerstwo Leśnictwa i Przemysłu Drzewnego. W kwietniu 1957 odszedł z tego stanowiska. Zajmował się m.in. planami zagospodarowania lasu i pozyskiwaniem drewna. W 1957 zatrudniony w Centrali Handlu Zagranicznego „Paged”, m.in. w ramach jej londyńskiego biura.
Zmarł nagle w Londynie podczas pracy zagranicznej. 20 grudnia 1969 został pochowany w Alei Zasłużonych Cmentarza Wojskowego na Powązkach. Ojciec dziennikarza i prawnika Zbysława Rykowskiego.

## Odznaczenia
Odznaczony m.in. Orderem Virtuti Militari, Krzyżem Partyzanckim, Krzyżem Kawalerskim Orderu Odrodzenia Polski i Orderem Sztandaru Pracy II klasy.